# Дёрфель, Герт
Герт «Чарли» Дёрфель (нем. Gert „Charly“ Dörfel; род. 18 сентября 1939, Гамбург) — западногерманский футболист, выступавший на позициях нападающего и полузащитника.

## Карьера

### Клубная карьера
Как и его отец Фридо, дядя Рихард и брат Бенрд Дёрфель выступал за клуб «Гамбург», где начал свою футбольную карьеру в 1960 году. Вместе с клубом он выиграл чемпионат Германии 1960 года. Всего в клубе провёл двенадцать сезонов, приняв участие в 347 матчах и забив 114 голов.
В 1972 году перешёл в южноафриканский клуб «Хайлендс Парк», а спустя один сезон вернулся в Германию и стал игроком клуба «Бармбек Уленхорст». Через год он вновь вернулся в «Хайлендс Парк», а уже в 1976 году перешёл в канадский «Лондон Сити», где и завершил карьеру футболиста в 1977 году.

### Карьера в сборной
В 1960 году дебютировал в официальных матчах в составе национальной сборной ФРГ. Дёрфель выступал за сборную на отборочных матчах чемпионата мира по футболу 1962 года, где сыграл против Северной Ирландии и Греции, забив в сумме три гола. Он также принимал участие в отборочном матче чемпионата мира по футболу 1966 года против Швеции.
Всего в составе сборной принял участие в 11 матчах, забив семь голов.

## Достижения
«Гамбург»
- Чемпион Германии: 1960